# Ты помнишь ли?.. (фильм)
«Ты помнишь ли?..» (1914) — художественный немой фильм Петра Чардынина. Другое название — «Московская быль». Фильм вышел на экраны 25 декабря 1914 года.
Фильм сохранился не полностью, без надписей.

## Сюжет
По мотивам романса Н. Блейхмана.
Сюжет изложен в журнале «Сине-фоно».
Стареющий писатель Лев Нильский безумно любит свою молодую жену Елену и дочь Ниночку (Нетти). Он ловит себя на мысли, что слишком стар для жены.
Елена Нильская на одном из вечеров встречается со скрипачом Яроном, который раньше ухаживал за ней. Они влюбляются снова. Елена счастлива.
Нильский всё понимает, но не считает себя в праве препятствовать счастью Елены. Накануне рождества она уезжает на поезде к Ярону из Москвы в Петроград. Нильский и Нетти встречают праздник вдвоём и молятся за Елену.
Поезд, в котором едет Елена, останавливается на маленькой станции в ожидании расчистки путей. Начальник станции приглашает женщину к себе домой. Там она видит простое семейное счастье пожилого уже человека и его молодой жены.
Елена от увиденного рыдает и принимает решение вернуться домой. Она входит в кабинет мужа. Она решает, что тот спит и пытается разбудить его поцелуем. Но муж мёртв. На полу лежит револьвер.
Елена видит прощальное письмо мужа старушке-матери. В нём он пишет о любви к Елене и ни в чём не упрекает жену.

## В ролях
| Актёр           | Роль                   |
| --------------- | ---------------------- |
| Пётр Чардынин   | Лев Нильский, писатель |
| Вера Каралли    | Елена, его жена        |
| Нина Ханжонкова | Ниночка, их дочь       |
| Иван Мозжухин   | Ярон, скрипач          |

## Критика
Картина удостоилась высокой оценки в журнале «Проектор» (1915, № 1, с. 15), в котором Ф. Машков написал, что этим фильмом «кинематограф … доказал всю ту богатую, самобытную потенциальную силу, которую при умелом и любовном использовании можно превратить в яркую кино-энергию».
Историк дореволюционного кино Вениамин Вишневский также высоко оценивал кинокартину: «Психологическая любовная драма, отмеченная газетой „Утро России“, как значительное кинопроизведение».
Киновед И. Н. Гращенкова отмечала, что «в фильме показана настоящая любовь», что было большой редкостью для русских кинодрам 1910-х годов. Она писала: «Этот фильм — визитная карточка фирмы Ханжонкова, воплощение его художественно-этической программы».